# Johannes Wiedewelt
Johannes Wiedewelt, född 1 juli 1731 i Köpenhamn, död 17 december 1802 i Köpenhamn, var en dansk skulptör.
Johannes Wiedewelt var son till skulptören Just Wiedewelt (1677–1757) och gick i lära i faderns ateljé från 14 års ålder.
Åren 1750–1754 vistades han i Paris och studerade där för Guillaume Coustou den yngre.
Under en resa till Italien kom han i kontakt med arkeologen Johann Joachim Winckelmann, som var sin tids främsta representant för nyhumanismen och som påverkade Johannes Wiedewelt.
År 1761 blev Wiedewelt professor vid Kunstakademiet och han var under flera perioder dess direktör mellan 1772 och 1795. Han fick flera uppdrag av kungahuset och utförde bland annat Kristian VI:s sarkofag och Frederik V:s gravmålningar, bägge i Roskilde domkirke. Han svarade också för utsmyckningen av riddarsalen på Christiansborg slott, vilken ödelades i slottsbranden 1794. Tillsammans med Nicolas-Henri Jardin stod han för utformningen av Fredensborgs slottspark och han utformade också parken vid Jægerspris slott med en minneslund med 54 skulpturer. Hans bidrag till Frihetsstøtten i Köpenhamn var ett av de sista stora uppdragen. 

## Bildgalleri

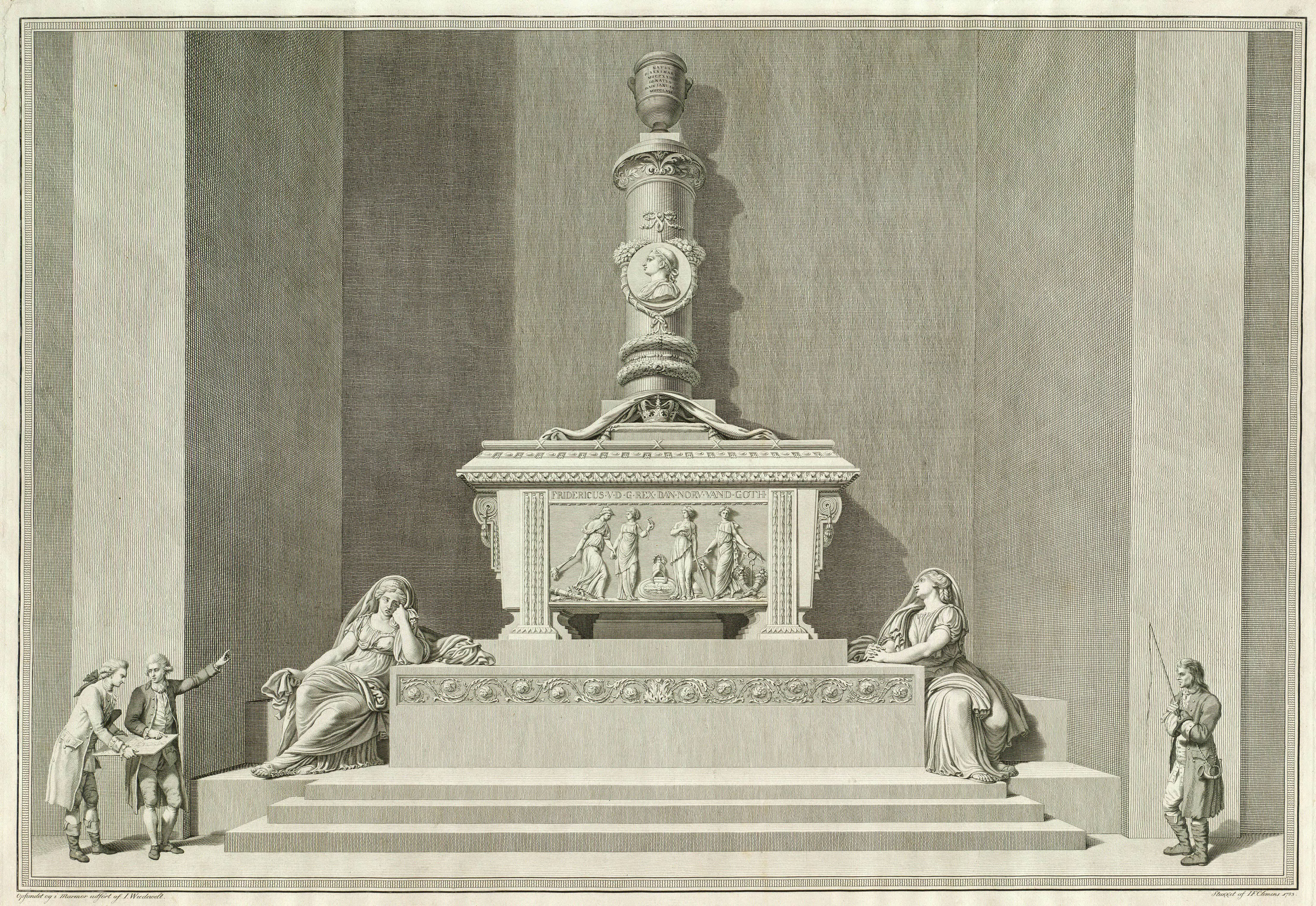
Frederik V:s sarkofag i Roskilde domkirke. Stick av J.F. Clemens 1783 efter Johannes Wiedewelt, som ses i samtal med C.F. Harsdorff till vänster.
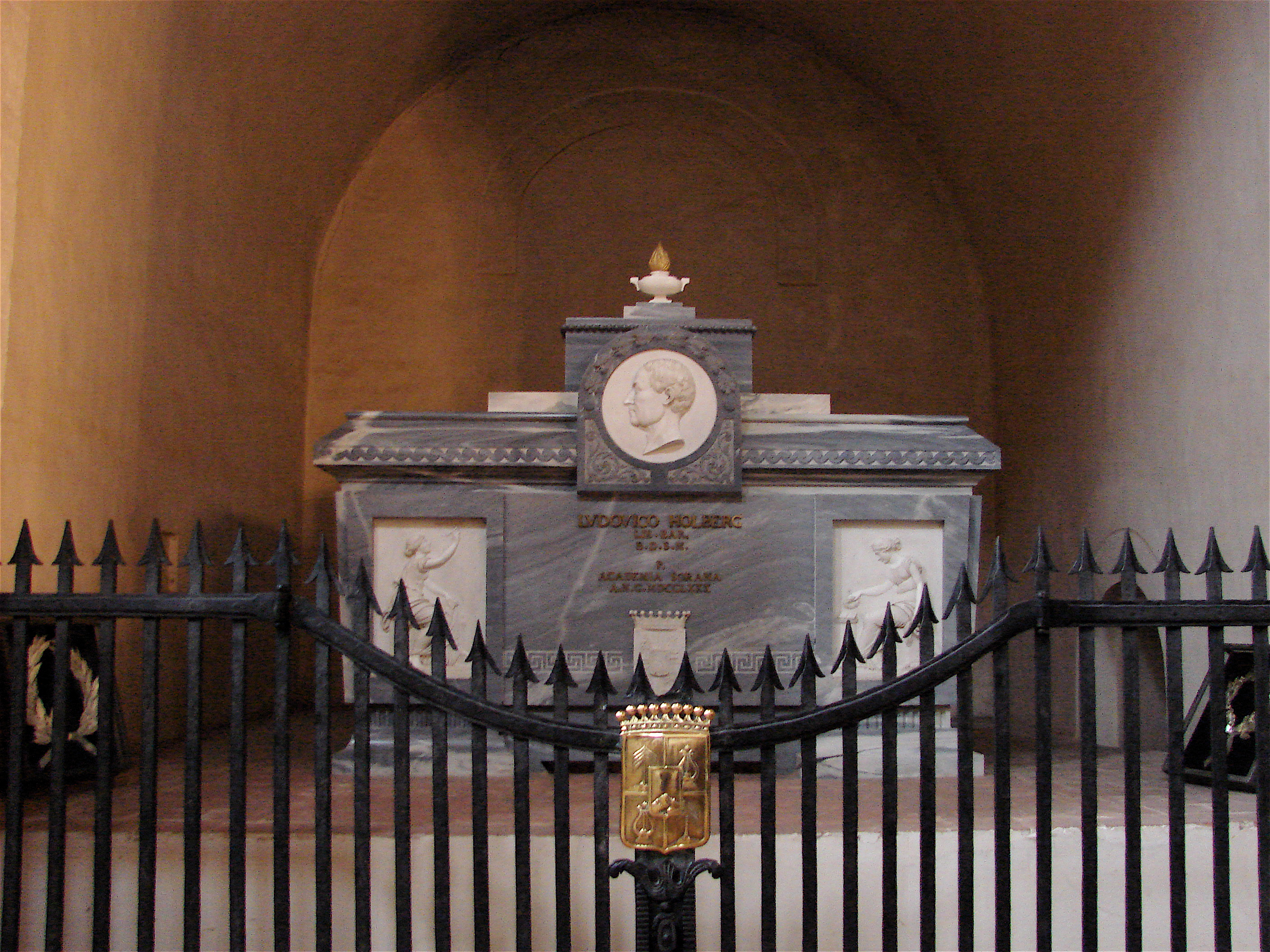
Ludvig Holbergs sarkofag, Sorø klosterkirke
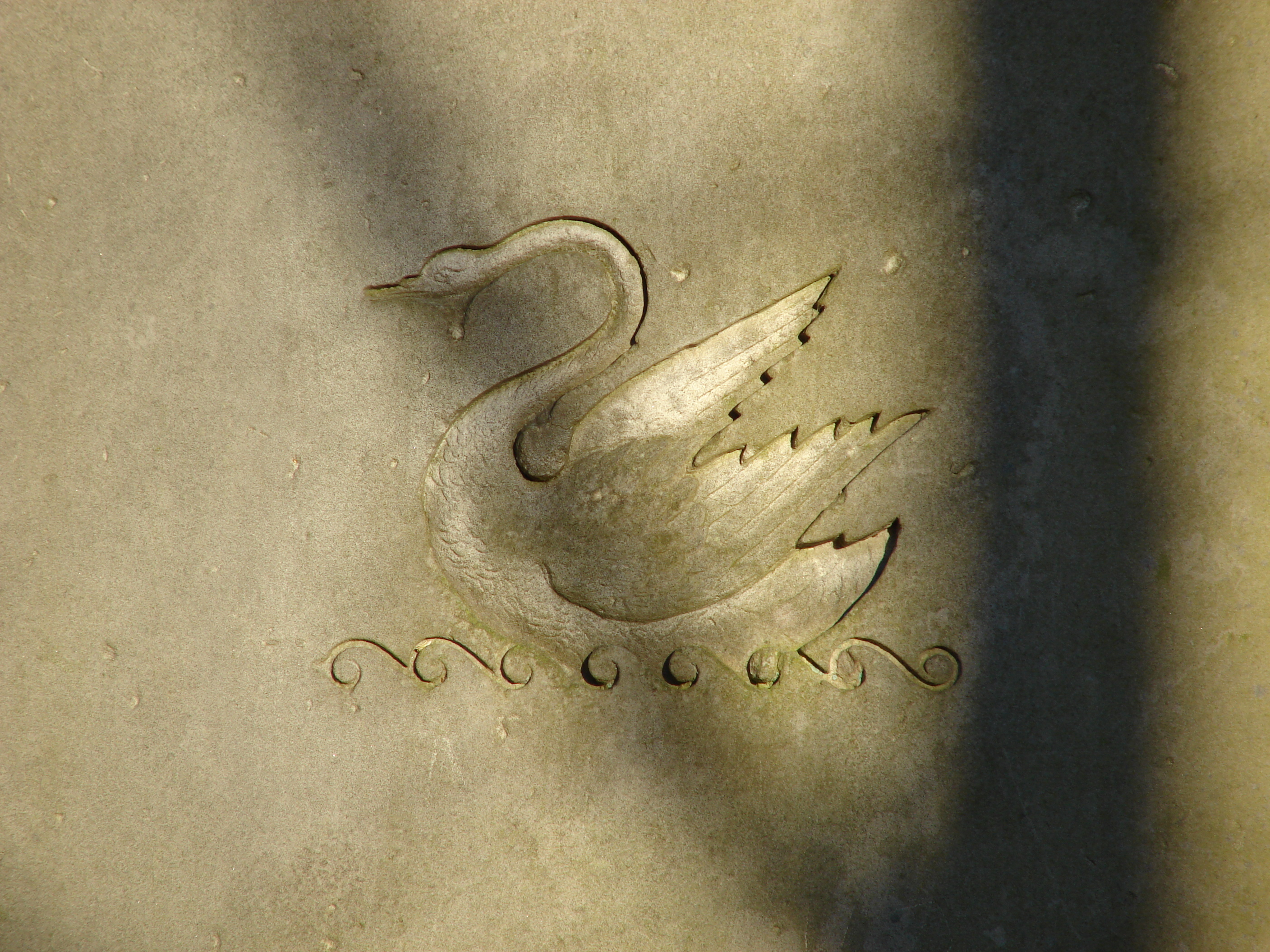
Detalj av minnesmärke över Luther, Bugenhagen och Ansgar, Jægerspris slott.
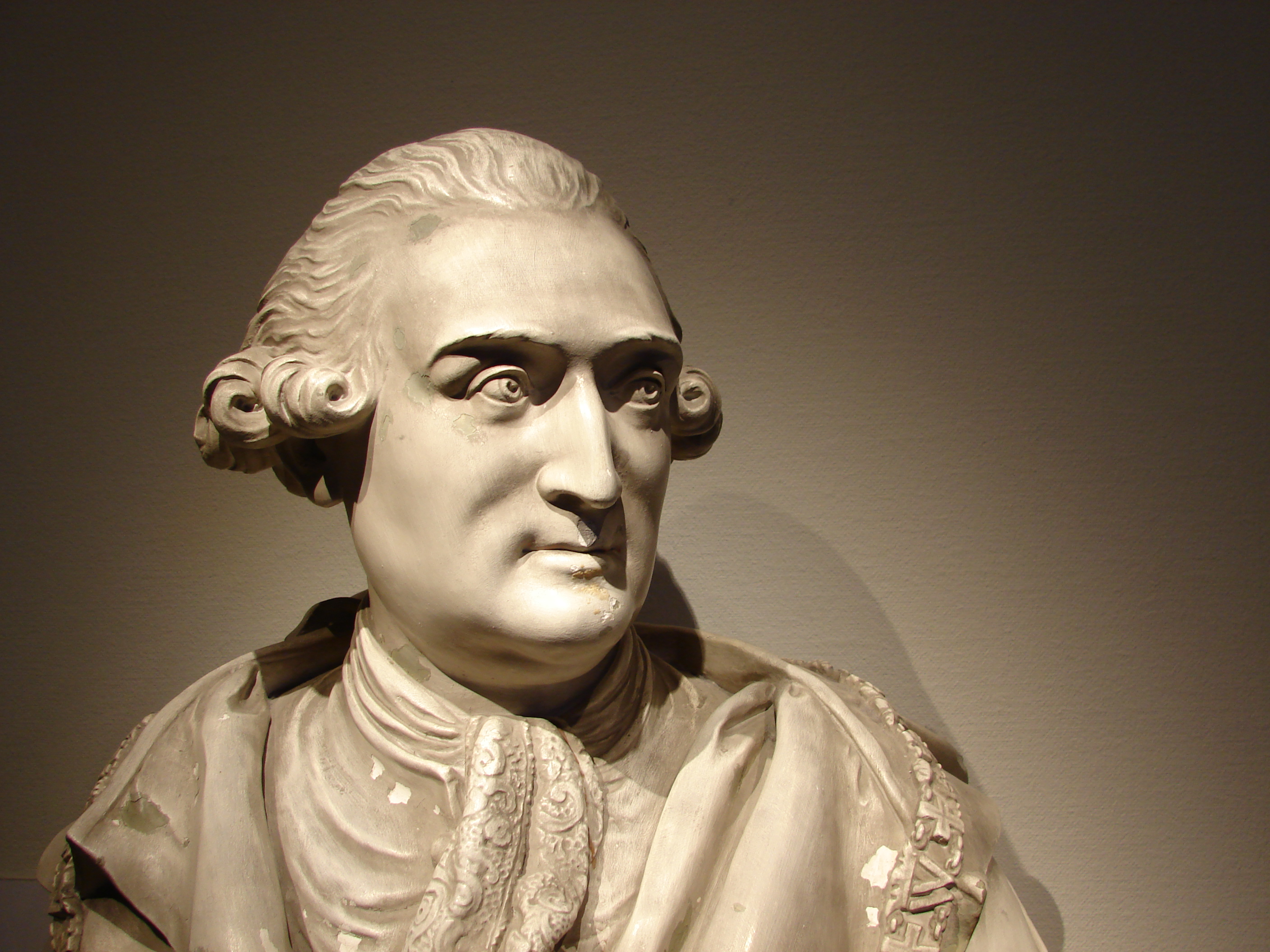
Byst av Johan Frederik Classen, Rigshospitalet.